# Dieter Brenninger
Dieter „Mucki“ Brenninger (* 16. Februar 1944 in Altenerding) ist ein ehemaliger deutscher Fußballspieler, der in der Bundesliga für den FC Bayern München und den VfB Stuttgart spielte.

## Karriere

### Jugend
Brenninger, geboren in Altenerding nordöstlich von München, begann im Alter von 10 Jahren mit dem Fußballspielen bei der SpVgg Altenerding, einem in seinem Geburtsort ansässigen Mehrspartenverein.

### 1962–1971: FC Bayern München
Zur Saison 1962/63 verpflichtete ihn der in der Oberliga Süd spielende FC Bayern München. Brenninger galt als talentiert, torgefährlich, das Kombinationsspiel beherrschend. Er unterzeichnete 18-jährig – mit der zusätzlichen Unterschrift seines Vaters versehen – seinen ersten Lizenzspielervertrag im Seniorenbereich.
Sein Debüt gab er am 19. August 1962 (1. Spieltag) bei der 0:5-Niederlage im Heimspiel gegen Eintracht Frankfurt. Seine ersten beiden Tore erzielte er am 2. Spieltag, eine Woche später, beim 4:4-Unentschieden im Auswärtsspiel gegen den SSV Reutlingen 05 mit den Treffern zum 2:0 in der 11. und dem 3:0 in der 18. Minute. Mit 14 Toren in 25 Oberligaspielen war er zweitbester Torschütze hinter Rainer Ohlhauser, der 25 Tore erzielte. Am Saisonende landete der FC Bayern auf dem dritten Tabellenplatz, der für die Aufnahme in die neu eingeführte oberste Spielklasse, der Bundesliga, nicht reichte.
Der vom 1. FC Köln verpflichtete Trainer Zlatko Čajkovski brachte Dieter Brenninger in 34 Ligaspielen zum Einsatz, in denen er 26 Tore erzielte. In der an die Stelle der Oberliga getretenen – aber zweitklassigen – Regionalliga schloss der favorisierte FC Bayern München die Saison 1963/64 als Zweiter hinter dem KSV Hessen Kassel ab. In der sich anschließenden Aufstiegsrunde für die Bundesliga, für die sich der FC Bayern München aufgrund der Platzierung qualifizierte, bestritt Brenninger alle sechs Spiele und erzielte sechs Tore, drei davon im ersten Gruppenspiel beim 4:0-Erfolg beim FC St. Pauli.
Als Zweitplatzierter, drei Punkte hinter Borussia Neunkirchen, verblieb der FC Bayern eine weitere Spielzeit in der Regionalliga Süd. Mit den Neuzugängen Gerd Müller und Rudolf Nafziger gelang hier 1964/65 die Meisterschaft, zu der Brenninger mit 11 Toren in 27 Spielen beitrug. Während der anschließenden Aufstiegsrunde erzielte Brenninger ein Tor in sechs Spielen, und Bayern München konnte sich als Aufsteiger für die Bundesliga qualifizieren.
Insgesamt absolvierte Brenninger von 1962 bis 1965 86 Ober- bzw. Regionalligaspiele für den FC Bayern München und erzielte 51 Tore. In dieser Zeit kam er auch erstmals international zum Einsatz und war zugleich erster Torschütze der Münchner in einem europäischen Vereinswettbewerb. Am 16. Oktober 1962 erzielte er beim 3:0-Erfolg in Basel gegen die Stadtauswahl im Hinspiel der 1. Runde um den Messepokal neben Jakob Drescher zwei Tore.
Brenningers Bundesligadebüt und auch das seiner Mannschaft endete am 14. August 1965 (1. Spieltag) mit der 0:1-Niederlage im Stadtderby gegen den TSV 1860 München, gegen den Verein, der zwei Jahre zuvor anstatt der Bayern in die Bundesliga aufgenommen wurde. Im ersten Bundesligaspiel, das bereits in der 1. Minute durch ein Tor von Timo Konietzka entschieden wurde, war Brenninger zumeist in Zweikämpfe mit dem rechten Verteidiger Manfred Wagner verwickelt.
Brenninger, Mitglied der Aufstiegself, hatte mit dieser bis zu seinem Weggang 1971 Anteil an zahlreichen Erfolgen. National gewann er 1969 das Double (Meisterschaft und nationaler Vereinspokal) sowie drei weitere Titel im DFB-Pokal (1966, 1967 und 1971). Im Finale am 4. Juni 1966 in Frankfurt, als die Mannschaft um Libero Franz Beckenbauer mit 4:2 gegen den Meidericher SV erstmals den DFB-Pokal gewann, zeichnete sich Brenninger mit zwei Toren aus, obwohl ihm Hartmut Heidemann als Gegenspieler gegenüberstand, der seinerzeit als einer der besten Rechtsverteidiger der Bundesliga galt.
Beim Titelgewinn 1969 bestritt Brenninger unter Trainer Branko Zebec alle 34 Ligaspiele. Das Sturm-Duo „Müller-Brenninger“ erzielte in der Saison 1969/70 49 Tore und stellte damit einen neuen Rekord für ein Stürmerpaar auf. International ragen in dieser Phase der Gewinn des Europapokals der Pokalsieger im Jahre 1967 gegen die Glasgow Rangers und die Halbfinalspiele 1967/68 gegen den AC Mailand heraus.
Für den Gewinn des Europapokals erhielt er am 3. Dezember 1967 zusammen mit der Mannschaft des FC Bayern München das Silberne Lorbeerblatt.
Als zur Saison 1970/71 unter Trainer Udo Lattek die Neuzugänge Paul Breitner, Johnny Hansen, Uli Hoeneß, Erich Maas, Edgar Schneider und Rainer Zobel verpflichtet wurden, schienen die Tage des Mannes aus Altenerding in der Stammelf der „Roten“ gezählt. Insbesondere der dreimalige A-Nationalspieler Erich Maas von Eintracht Braunschweig kam als ausgewiesener Klassemann am linken Flügel nach München. Brenninger konnte sich jedoch weiter durchsetzen und bestritt 31 Bundesligaspiele, in denen er 12 Tore erzielte. Die Bayern wurden Zweiter hinter Titelverteidiger Borussia Mönchengladbach und zum vierten Mal – mit einem 2:1-Sieg nach Verlängerung über den 1. FC Köln am 19. Juni 1971 – DFB-Pokal-Sieger. „Charly“ Mrosko, Gerd Müller und Brenninger bildeten im 4-3-3-System das Sturm-Trio.
Im Messepokal agierte Brenninger in seiner sechsten Bundesligasaison in allen acht Spielen des Wettbewerbs gegen die Glasgow Rangers, Coventry City, Sparta Rotterdam und den FC Liverpool im Bayern-Angriff. Nach der 0:3-Niederlage am 10. März 1971 an der Anfield Road schieden die Bayern nach dem 1:1-Unentschieden im Rückspiel im Stadion an der Grünwalder Straße am 24. März 1971 gegen den englischen Erstligisten aus. In beiden Begegnungen lieferte sich Brenninger erbitterte Zweikämpfe mit Chris Lawler.
Zwischen 1965 und 1971 bestritt er 190 Bundesligaspiele und erzielte 59 Tore. Er wirkte in 30 Europapokal- und 29 DFB-Pokal-Spielen für den FC Bayern München mit. Dem permanenten Leistungsdruck, mit dem ständigen Ziel des Titelgewinns und dazu noch in Europa zu bestehen, entfloh er 28-jährig mit seinem Wechsel in die Schweiz.

### 1971–1972: Young Boys Bern
Nach neun Spielzeiten verließ Brenninger den FC Bayern München und wechselte zur Saison 1971/72 zu Young Boys Bern in die Schweiz. Nach nur einer Saison in der Nationalliga A, in der er 25 Mal eingesetzt wurde, sechs Tore erzielte und mit dem Verein den fünften Tabellenplatz belegte, nahm er ein Angebot des VfB Stuttgart an und kehrte so nach Deutschland zurück.

### 1972–1976: VfB Stuttgart
Unter Trainer Hermann Eppenhoff und den Offensivkräften Wolfgang Frank und Horst Köppel wurde er als Neuzugang mit dem VfB Stuttgart Sechster der Saison 1972/73. Der VfB qualifizierte sich mit ihm damit für die Teilnahme am UEFA-Pokal-Wettbewerb 1973/74. Brenninger hatte 27 Spiele für die Schwaben absolviert und dabei neun Tore erzielt. Im Europapokal setzte sich der VfB in den ersten zwei Runden gegen Olympiakos Nikosia und 1. FC Tatran Prešov durch. Im Achtelfinale setzte man sich gegen Dynamo Kiew mit Oleg Blochin durch und traf im Halbfinale auf Feyenoord Rotterdam. In De Kuip brachte Brenninger Stuttgart in der 24. Minute mit 1:0 in Führung. Im Rückspiel am 24. April 1974, im mit 70.000 Zuschauern gefüllten Neckarstadion, versuchte der VfB die 1:2 Hinspielniederlage mit den Spitzen Heinz Stickel, Hermann Ohlicher und Brenninger wettzumachen. Feyenoord konterte Stuttgart aus, und die zwei Treffer von Dieter Brenninger in der 55. und 59. Spielminute reichten lediglich noch zu einem 2:2-Unentschieden. In der Bundesliga belegten die Schwaben als Neunter einen Mittelfeldplatz.
Die persönliche Leistungskurve von Brenninger ließ in den nächsten Runden spürbar nach. In seiner dritten Spielzeit 1974/75bestritt Brenninger 20 Bundesligaspiele, in denen ihm lediglich ein Tor gelang; Stuttgart stieg in die 2. Bundesliga ab. Mit Trainer István Sztani (abgelöst im März 1976 von Karl Bögelein) versank der Meisterschaftsfavorit auf den elften Rang in der Gruppe Süd, und Brenninger absolvierte auch in der Zweitklassigkeit nur noch 18 Spiele und traf einmal. Sein letztes Punktspiel bestritt er am 20. März 1976 (27. Spieltag) beim 1:1-Unentschieden im Heimspiel gegen die SpVgg Bayreuth. Von 1972 bis 1976 absolvierte Brenninger für Stuttgart 81 Bundesliga- (15 Tore) und 18 Zweitligaspiele (1 Tor).

### 1976–1978: Ausklang
Brenninger spielte 1976/77 eine Saison für den TSV 1860 Rosenheim, der als Meister der Landesliga Süd in die Bayernliga aufgestiegen war. Mit dem Wechsel zur SpVgg Altenerding zur Saison 1977/78 schloss sich der Kreis für „Mucki“ Brenninger: Nach dieser Saison beendete er seine Fußball-Karriere.

### Nationalmannschaft
Am 10. Mai 1969 gab Brenninger sein Länderspieldebüt beim 1:0-Sieg der A-Nationalmannschaft in Nürnberg gegen die Auswahl Österreichs im Qualifikationsspiel für die Weltmeisterschaft 1970 in Mexiko. Er wurde in der 66. Minute für Georg Volkert ausgewechselt. Ausgerechnet sein Vereinsmitspieler Peter Pumm, der aus vielen Trainingsspielen die Eigenheiten von Brenninger bestens kannte, war sein Gegenspieler. Angesichts der Qualität der damaligen Konkurrenten Lothar Emmerich, Sigfried Held, Johannes Löhr und Georg Volkert kam Brenninger unter Bundestrainer Helmut Schön zu keinem weiteren Länderspiel.

## Erfolge
- Europapokalsieger der Pokalsieger 1967
- Deutscher Meister 1969
- DFB-Pokal-Sieger 1966, 1967, 1969, 1971

## Sonstiges
Nach Abschluss seiner Fußballer-Karriere war Dieter Brenninger, der in einer Münchner Buchhandlung Einzelhandelskaufmann gelernt hat, von 1979 bis 2007 Repräsentant und Verkaufsleiter bei der Brauerei Erdinger Weißbräu, deren Firmensitz nur gut zwei Kilometer von seinem Wohnsitz entfernt liegt.
Als er dort angefangen hat, hatte die Brauerei einen Ausstoß von 200.000 Hektolitern. Bei seinem Ausscheiden waren es über 1,5 Millionen Hektoliter.
Brenningers Vater war einst Bürgermeister von Altenerding gewesen. Der Fußballplatz des Ortes heißt noch heute Sepp-Brenninger-Stadion.
Aus seiner Zeit beim FC Bayern pflegt er heute noch eine enge Freundschaft mit Peter Kupferschmidt, mit dem er regelmäßig einen Stammtisch ehemaliger Sechzger wie Hans Rebele, Hans Reich und Fredi Heiß besucht.
Mit seiner Ehefrau Inge feierte er 2016 Goldene Hochzeit. Sein Sohn Andreas, der drei Kinder hat, ist heute Verkaufsleiter bei Erdinger.